# Augé
Augé és un municipi francès situat al departament de Deux-Sèvres i a la regió de la Nova Aquitània. L'any 2007 tenia 893 habitants.

## Demografia

### Població
El 2007 la població de fet d'Augé era de 893 persones. Hi havia 335 famílies de les quals 63 eren unipersonals (20 homes vivint sols i 43 dones vivint soles), 138 parelles sense fills, 122 parelles amb fills i 12 famílies monoparentals amb fills.
La població ha evolucionat segons el següent gràfic:
Habitants censats

### Habitatges
El 2007 hi havia 389 habitatges, 339 eren l'habitatge principal de la família, 33 eren segones residències i 18 estaven desocupats. 386 eren cases i 1 era un apartament. Dels 339 habitatges principals, 272 estaven ocupats pels seus propietaris, 60 estaven llogats i ocupats pels llogaters i 7 estaven cedits a títol gratuït; 1 tenia una cambra, 11 en tenien dues, 25 en tenien tres, 67 en tenien quatre i 235 en tenien cinc o més. 265 habitatges disposaven pel capbaix d'una plaça de pàrquing. A 126 habitatges hi havia un automòbil i a 193 n'hi havia dos o més.

### Piràmide de població
La piràmide de població per edats i sexe el 2009 era:
| Homes | Edats   | Dones |
| ----- | ------- | ----- |
| 0     | 95 o +  | 0     |
| 4     | 90 a 94 | 4     |
| 4     | 85 a 89 | 20    |
| 0     | 80 a 84 | 4     |
| 12    | 75 a 79 | 16    |
| 32    | 70 a 74 | 24    |
| 24    | 65 a 69 | 36    |
| 8     | 60 a 64 | 12    |
| 20    | 55 a 59 | 8     |
| 16    | 50 a 54 | 20    |
| 32    | 45 a 49 | 36    |
| 48    | 40 a 44 | 44    |
| 28    | 35 a 39 | 16    |
| 28    | 30 a 34 | 20    |
| 24    | 25 a 29 | 20    |
| 36    | 20 a 24 | 12    |
| 32    | 15 a 19 | 28    |
| 20    | 10 a 14 | 32    |
| 20    | 5 a 9   | 24    |
| 20    | 0 a 4   | 20    |

## Economia
El 2007 la població en edat de treballar era de 568 persones, 437 eren actives i 131 eren inactives. De les 437 persones actives 408 estaven ocupades (219 homes i 189 dones) i 30 estaven aturades (10 homes i 20 dones). De les 131 persones inactives 51 estaven jubilades, 43 estaven estudiant i 37 estaven classificades com a «altres inactius».

### Ingressos
El 2009 a Augé hi havia 353 unitats fiscals que integraven 945,5 persones, la mediana anual d'ingressos fiscals per persona era de 17.304 €.

### Activitats econòmiques
Dels 26 establiments que hi havia el 2007, 1 era d'una empresa extractiva, 3 d'empreses de fabricació d'altres productes industrials, 7 d'empreses de construcció, 8 d'empreses de comerç i reparació d'automòbils, 1 d'una empresa de transport, 1 d'una empresa d'hostatgeria i restauració, 1 d'una empresa d'informació i comunicació, 1 d'una empresa immobiliària, 1 d'una empresa de serveis i 2 d'entitats de l'administració pública.
Dels 9 establiments de servei als particulars que hi havia el 2009, 1 era un taller de reparació d'automòbils i de material agrícola, 3 paletes, 2 fusteries, 2 lampisteries i 1 restaurant.
Els 2 establiments comercials que hi havia el 2009 eren botiges de menys de 120 m².
L'any 2000 a Augé hi havia 32 explotacions agrícoles que ocupaven un total de 1.560 hectàrees.

## Equipaments sanitaris i escolars
El 2009 hi havia una escola elemental.

## Poblacions més properes
El següent diagrama mostra les poblacions més properes.